# Bin Džavád
Bin Džavád je město v Libyi. Má necelých deset tisíc obyvatel a leží přibližně na půl cesty mezi Benghází a Misrátou, přibližně 100 kilometrů na východ od Syrty.